# Niklas Süle
Niklas Süle (Frankfurt am Main, 3 de setembro de 1995), é um futebolista profissional alemão que atua como zagueiro. Atualmente, joga pelo Borussia Dortmund.

## Carreira

### Rio 2016
Niklas Süle integrou o elenco da Seleção Alemã que ficou com a medalha de prata nos Jogos Olímpicos de 2016.

### Bayern de Munique
Em janeiro de 2017 foi contratado pelo Bayern de Munique. No dia 7 de fevereiro de 2022 foi anunciado como reforço do Borussia Dortmund para a temporada 2022–23.

## Títulos
Bayern de Munique
- Supercopa da Alemanha: 2017, 2018, 2020, 2021
- Campeonato Alemão: 2017–18, 2018–19, 2019–20, 2020–21, 2021–22
- Copa da Alemanha: 2018–19, 2019–20
- Liga dos Campeões da UEFA: 2019–20
- Supercopa da UEFA: 2020
- Copa do Mundo de Clubes da FIFA: 2020[5]

Alemanha
- Copa das Confederações FIFA: 2017

### Prêmios individuais
- Equipe ideal da Bundesliga: 2016–17
- Equipe ideal da Bundesliga pela Kicker: 2021–22